# Hildegunn Fossen-Mikkelsplass
Hildegunn Fossen-Mikkelsplass (auch Hildegunn Fossen und Hildegunn Mikkelsplass; * 16. April 1969 in Sigdal) ist eine frühere norwegische Biathletin.
Hildegunn Fossen war während ihrer aktiven Zeit Studentin und lebt in Nesbyen. Die Athletin vom Simostranda Idrettslag war in den 1990er Jahren eine der erfolgreichsten norwegischen Biathletinnen. Sie wurde schon bei den Biathlon-Weltmeisterschaften 1991 in Lahti gemeinsam mit Synnøve Thoresen, Signe Trosten und Unni Kristiansen Gewinnerin der Bronzemedaille im Mannschaftswettbewerb. Bei den Olympischen Winterspielen 1992 in Albertville lief Fossen mit Trosten und Elin Kristiansen in der norwegischen Staffel auf den siebten Platz. Zum Auftakt der Saison 1992/93 lief Fossen als Achte in einem Einzel in Pokljuka erstmals auf einen Platz unter den besten Zehn. Weitere Top-Ten-Platzierungen folgten in der Saison. Bei den Biathlon-Weltmeisterschaften 1993 in Borowez kam sie mit der Staffel auf Platz neun. Zu Beginn der folgenden Saison lief die Norwegerin in Bad Gastein im Sprint auf den zweiten Rang. Durchwachsen waren die Ergebnisse bei den Olympischen Spielen 1994 in Lillehammer. Kam sie im Einzel auf den 21. Platz, wurde sie im Sprint nur 47. Mit der Staffel verpasste sie gemeinsam mit Ann-Elen Skjelbreid, Annette Sikveland und Kristiansen als Viertplatzierte eine Medaille. Eine Medaille gewann sie noch im selben Jahr bei den Biathlon-Weltmeisterschaften 1994 von Canmore bei den Wettbewerben, die nicht bei den Olympischen Spielen ausgetragen wurden, gemeinsam mit Skjelbreid, Sikveland und Åse Idland die Silbermedaille hinter den Weißrussinnen im Mannschaftswettbewerb. Im Weltcup belegte sie am Ende den neunten Rang, zugleich ihr bestes Resultat in dieser Wertung.
Erneut zum Saisonauftakt 1994/95 und erneut in Bad Gastein schaffte Fossen erneut ein neues bestes Weltcupergebnis, als sie das Sprintrennen gewann. Es sollte der einzige Sieg in einem Weltcuprennen bleiben. Auch die Biathlon-Weltmeisterschaften 1995 in Antholz verliefen erneut erfolgreich. Im Einzel wurde die Norwegerin 25., im Sprint 13. und gewann mit Skjelbreid, Sikveland und Gunn Margit Andreassen die Staffel-Bronzemedaille. Weitere gute Ergebnisse aber keine Medaille brachten die Biathlon-Weltmeisterschaften 1996 in Ruhpolding 18. im Einzel, Sechste im Sprint und Vierte mit der Staffel. 1997 kamen die Plätze 29 im Sprint und 30 in der Verfolgung hinzu. Die letzte WM wurde für Fossen, die mittlerweile Mikkelsplass hieß, die WM 1998 in Hochfilzen, wo die Norwegerin gemeinsam mit Skjelbreid, Sikveland und Liv Grete Skjelbreid nochmals Silber im Mannschaftswettbewerb gewann. Nach der Saison beendete sie ihre erfolgreiche Karriere.
Fossen heiratete 1995 den früheren Skilangläufer Eilif Kristen Mikkelsplass und wurde damit zugleich Schwägerin des Langläufers Pål Gunnar Mikkelsplass und dessen Frau Marit Mikkelsplass-Wold.

## Biathlon-Weltcup-Platzierungen
Die Tabelle zeigt alle Platzierungen (je nach Austragungsjahr einschließlich Olympische Spiele und Weltmeisterschaften).
- 1.–3. Platz: Anzahl der Podiumsplatzierungen
- Top 10: Anzahl der Platzierungen unter den ersten zehn (einschließlich Podium)
- Punkteränge: Anzahl der Platzierungen innerhalb der Punkteränge (einschließlich Podium und Top 10)
- Starts: Anzahl gelaufener Rennen in der jeweiligen Disziplin

| Platzierung                 | Einzel | Sprint | Verfolgung | Massenstart | Team | Staffel | Gesamt |
| --------------------------- | ------ | ------ | ---------- | ----------- | ---- | ------- | ------ |
| 1. Platz                    |        | 2      |            |             |      |         | 2      |
| 2. Platz                    |        | 2      |            |             | 2    |         | 4      |
| 3. Platz                    | 1      |        |            |             | 1    | 3       | 5      |
| Top 10                      | 6      | 13     |            |             | 5    | 7       | 31     |
| Punkteränge                 | 17     | 25     | 2          |             | 5    | 7       | 56     |
| Starts                      | 31     | 39     | 5          |             | 5    | 7       | 87     |
| Stand: Daten nicht komplett |        |        |            |             |      |         |        |